# Désobstruction

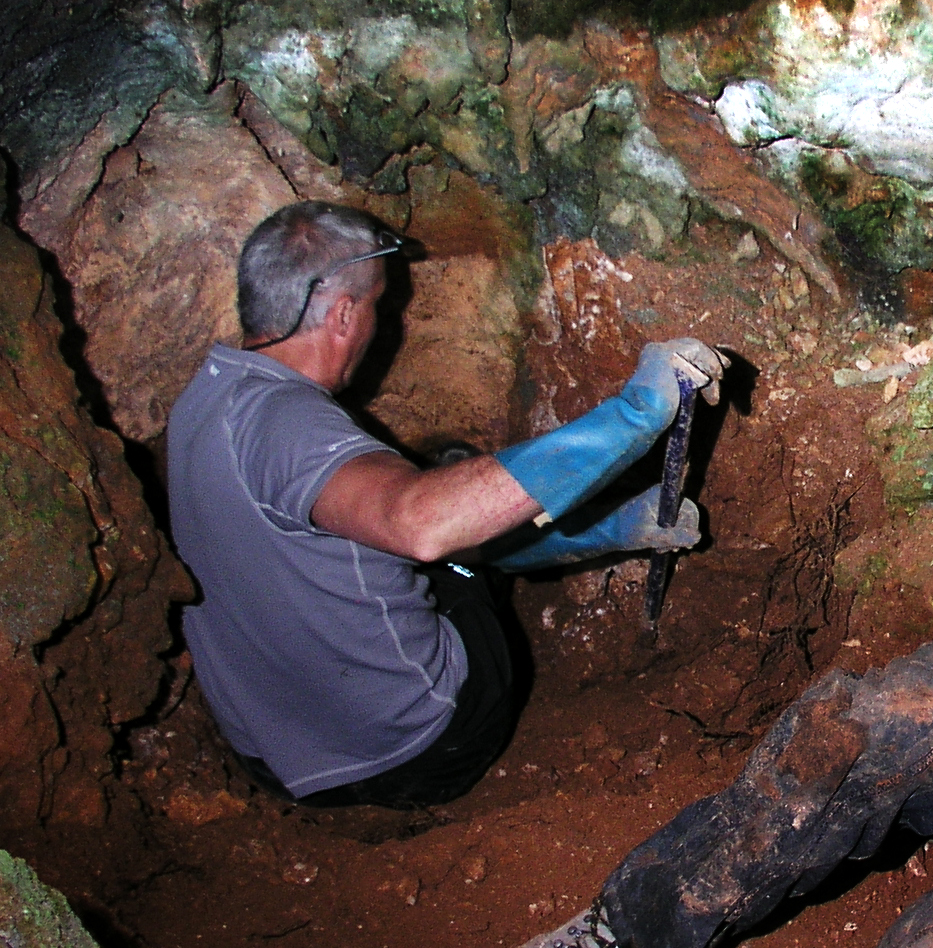
Désobstruction à la barre à mine dans une grotte du versant sud de la Séranne (Hérault).

La désobstruction est l'action de diminuer le rétrécissement d'un passage pour en permettre le franchissement, ou encore de déblayer le comblement d'un conduit pour en permettre l’exploration.
Ce mot s'applique aussi bien aux cavités d'un corps vivant, dans le domaine de la biologie ou de la médecine, qu'à celles du milieu souterrain dans le domaine des mines ou de la spéléologie.

## Spéléologie
La désobstruction  est une activité couramment pratiquée dans le cadre de recherches spéléologiques. En effet, les explorateurs sont parfois tenus, pour pénétrer l'entrée d'une cavité souterraine, de la désobstruer.
Les techniques de désobstruction sont variées :
- Déblayage, désensablage, enlèvement de sédiments, avec une pioche, une pelle ou une drague.
- Dérochement manuel, au pic, au burin (avec massette ou mécanique) ou à la barre à mine.
- Dérochement assisté, par coins ou ciment expansif, ou plus rarement par brise-roche hydraulique ou marteau-piqueur.
- Pétardage, par une quantité mesurée d'explosif brisant, en particulier microblasting[2] (microtirs).

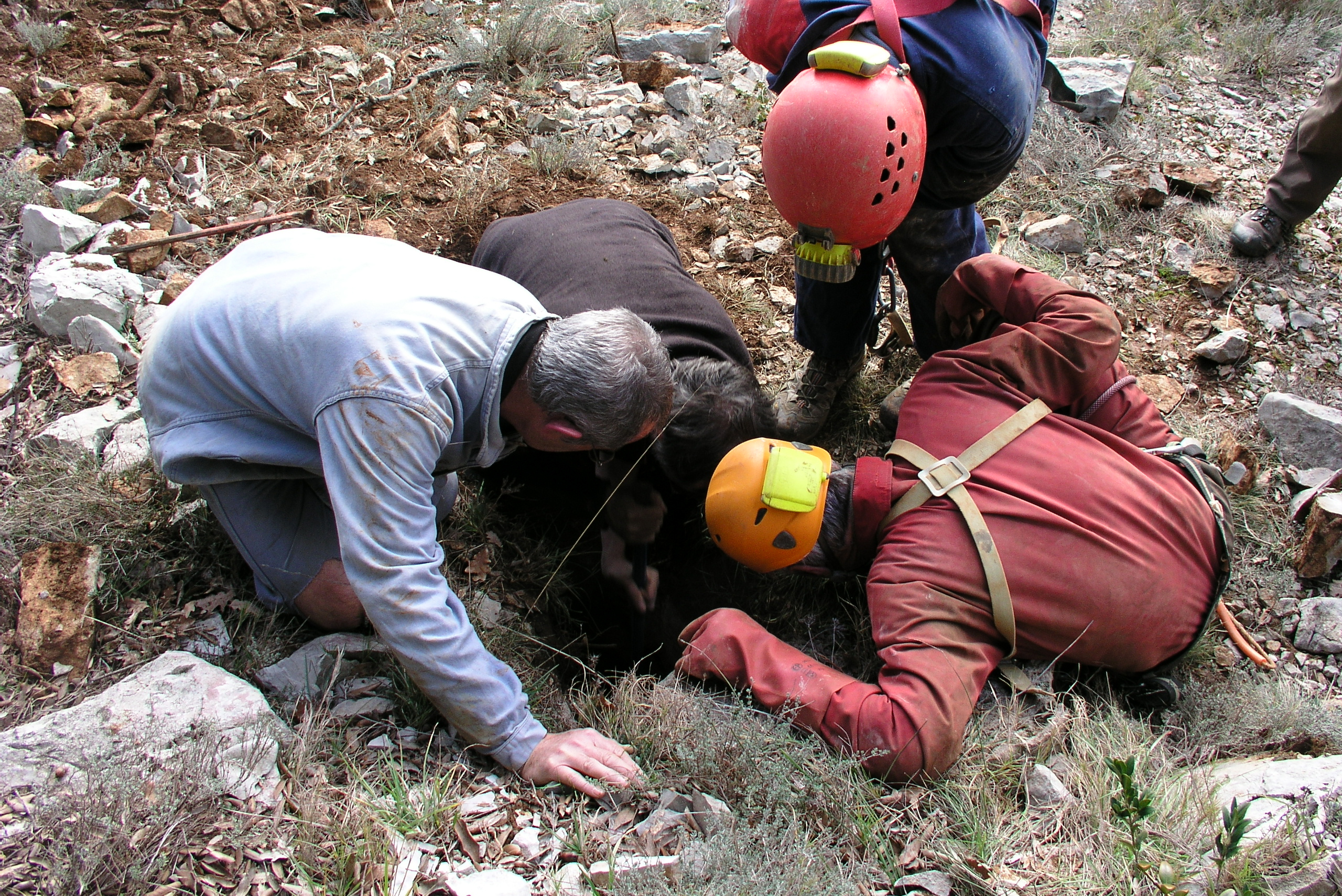
Désobstruction spéléo sur le Serre des Lattes, causse de Blandas (Gorniès).

Les travaux de désobstruction doivent être entrepris avec circonspection par des explorateurs avertis, sur la base d'indices certains, surtout s'ils doivent être localement destructeurs. La législation sur les fouilles archéologiques s'applique comme partout.
Ce sont des travaux de désobstruction qui ont permis la découverte de nouvelles cavités recelant parfois des trésors archéologiques. Ainsi, récemment[Quand ?], la grotte Chauvet et la grotte de Cussac ont été désobstruées pour révéler des espaces souterrains restés intacts depuis la préhistoire, ce qui est une circonstance rare qui permettra de grandes avancées scientifiques.
Les chantiers de désobstruction spéléologique sont nombreux. La majorité de ces chantiers ne dure que quelques séances et font appel à des moyens humains et matériels limités. En quelques heures ou quelques journées de travail, un faible volume de remplissages, de concrétionnement ou de roche encaissante sont extraits pour permettre le passage des spéléologues au travers d'un rétrécissement limité. D'autres chantiers peuvent être plus ambitieux et visent à déblayer de grands volumes de matériaux pour dégager des salles et des galeries entières telle la grotte des Petites-Dales sur la commune de Saint-Martin-aux-Buneaux.